# Fi-fi dong
Fi-fi dong er en sang indspillet af den danske gruppe Gasolin' i 1972. Den udkom på albummet Gasolin' 2 fra samme år. Kim Larsens daværende fritidsband Starfuckers indspillede en liveudgave af nummeret, der findes på albummet Vogt Dem for efterligninger.

## Om sangen
"Fi-fi dong" er primært skrevet og komponeret af Kim Larsen i løbet af nogle jamsessions med Stig Møller m.fl. i ejendommen Stærekassen på Amager i København. Ifølge leadguitarist Franz Beckerlee, var Larsen på det tidspunkt (1972) meget fascineret af amerikansk rock'n'roll, hvor der opstod ord og vendinger uden en egentlig betydning, men som pludselig betød noget sat ind i en musikalsk sammenhæng. Beckerlee mener, at sanglinjen "fi-fi dong – det hele er fjong" er et eksempel på en sådan vending.
Musikanmelder Klaus Lynggaard betragter "Fi-fi dong" som begyndelsen på en særlig Gasolin'-tradition, i hvilken bandet benytter såkaldte lydefterlignende nonsensudtryk, der enten var i omløb i 70'er-miljøet i forvejen eller som efterfølgende gled ind i det danske sprog, ikke mindst "fjong". Ordet kan i dag betyde "godt", "okay", "i orden" og mere uformelt "yes! ", "den er mægtig", "fedt nok".
Musikalsk består "Fi-fi dong" i det store hele af én akkord. Foruden bandets faste rollefordeling af vokal, guitarer, bas og trommer, spiller Wili Jønsson sangens gennemgående klaverriff, ligesom tenorsaxofonist Niels Harrit binder versene sammen med sin saxofonsolo.

## Eftermæle
Sangen er efterfølgende blevet rost af flere danske anmeldere. Torben Bille skrev i 2006:
"Fi-fi-dong er skarpt skåret med et omkvæd, der også blev et mundheld, og så ikke så lidt mellem linjerne. Ja, lidt tidlig globaliseringskritik sniger sig også ind: 'vor minister er en flittig mand, drøner rundt fra land til land, han sælger grise og køer og får, mens ravne stjæler hvad inderen sår…..' og hvad kan en popsanger så gøre ved det?"
Peder Bundgaard skrev i 2003:
"Larsens tekst til sangen kunne stå som en programerklæring for hans samlede værk: 'Jeg spiller op til fest og dans, og prøver på at sprede lidt glans, men af og til så bliver jeg temmelig flov, når min samvittighed den hvisker Hov, hov'. Det skulle blive et varemærke for Gas at spille op til fest og dans med samvittigheden i behold."

## Medvirkende
Følgende er en liste over de personer der var med til at indspille sangen:
- Kim Larsen – Sang, guitar
- Franz Beckerlee – Kor, guitar, håndklap
- Wili Jønsson – Kor, bas, klaver, håndklap
- Søren Berlev – Trommer, håndklap

### Gæstemusikere
- Niels Harrit – Tenorsaxofon, håndklap
- Frank Lauridsen – håndklap

### Teknikere
- Poul Bruun - Producer
- Sture Lindén - Producer
- Freddy Hansson - lydtekniker

## Eksternt link
- "Fi-fi dong" fremført af Gasolin' i 1972, youtube.com
- Et udpluk af "Fi-fi dong" opføres på Christiania i 1976, youtube.com